# Józef z Metony
Józef z Metony właściwie Jan Plusjaden (gr.: Ιωάννης Πλουσιαδηνός, Jōannēs Plousiadenos, ur. ok. 1430 na Krecie, zm. 9 sierpnia 1500  w Metonie) – biskup i teolog bizantyński, zwolennik unii Kościołów.

## Życiorys
Jan Plusjaden przyszedł na świat ok. 1430 roku na Krecie. Po ślubach zakonnych przyjął przed 1455 rokiem święcenia kapłańskie. W Wenecji i Rzymie zabiegał o pomoc dla zagrożonej przez Turków Krety. Uzyskawszy wsparcie materialne i militarne Republiki Weneckiej i papieża, przed 1468 rokiem powrócił na Kretę. Po 1463 roku otrzymał od łacińskiego patriarchy Konstantynopola Bessariona tytuł ekklesiarchosa (zwierzchnika Kościołów), a na początku 1470 roku tytuł hypoprotopapasa (starszego prezbitera) Krety. Antyweneckie powstanie Kreteńczyków uniemożliwiło mu pełnienie powierzonych zadań i zmusiło do schronienia się w weneckiej twierdzy Rethimnon na północy Krety. W latach 80. XV wieku przebywał w Wenecji i Rzymie, prowadząc studia nad tekstami Ojców Kościoła, pisząc i kopiując manuskrypty. W 1491 roku został ustanowiony biskupem Metony. W latach 1496–97 ponownie przebywał w Wenecji, a w 1498 roku w Rzymie. W 1499 roku powrócił do Metony po wybuchu wojny turecko-weneckiej. Zginął w czasie obrony miasta 9 sierpnia 1500 roku. 

## Pisma
Józef z Metony był jednym z najwybitniejszych teologów schyłkowego okresu literatury bizantyńskiej. Kontynuował zainicjowane przez Bessariona dzieło utrwalania i obrony unii florenckiej. W Apologii soboru florenckiego (Apologia, PG 159, 1024-1093), podkreślał to, co łączyło oba Kościoły chrześcijańskie, odpierając zarzuty Marka Eugenika, przeciwnika unii. Przeciw Eugenikowi skierował również Mowę obrończą (Logos apologetikos). W kilku traktatach poruszał problemy pochodzenia Ducha Świętego, Eucharystii, czyśćca i prymatu w Kościele. W Dialogu (Dialogos, PG 159, 960-1024) ujętym w formę dialogu siedmiu osób omówił, w kontekście uchwał soboru florenckiego, kwestię jedności obydwu Kościołów na tle różnic pomiędzy doktryną łacińską i grecką. Sprawie jedności Kościoła poświęcił też kantyk poetycki Kanon na cześć synodu florenckiego (Kanon tis ogdois sinodu tis en Florentia, PG 159, 1096-1106) w dziewięciu odach z dołączonym na końcu synaksarionem, streszczającym historię soboru.
Józef z Metony jest ponadto autorem inwektywy na schizmatyckich Kreteńczyków (Epistole dio pros Kritas), którzy nie uznawali unii Kościołów i występowali przeciw unickim biskupom, listów o treści moralno-obyczajowej i 61 Pouczeń (Didaskaliaj) na dni postu, przełożonych z języka łacińskiego. Napisał też Kanon na św. Tomasza z Akwinu (Kanon eis ton Thoman ton Anchium, wydany przez R. Cantarellę pt. Canone greco ineditodi Giuseppe vescovo di Methone ... in onore di san Tomasso d'Aquino, 1934, s. 145-185).